# Легка атлетика на Літній універсіаді 1970
Змагання з легкої атлетики на Літній універсіаді 1970 проходили 2-6 вересня в Турині на Муніципальному стадіоні.
Починаючи з 1970, у програми Універсіади жіноча дистанція спринтерського бар'єрного бігу була збільшена з 80 до 100 метрів.

## Призери

### Чоловіки
| Дисципліни                | Золото                                                     | Золото  | Срібло                                                          | Срібло  | Бронза                                                                   | Бронза  |
| ------------------------- | ---------------------------------------------------------- | ------- | --------------------------------------------------------------- | ------- | ------------------------------------------------------------------------ | ------- |
| 100 метрів                | Зігфрід Шенке НДР                                          | 10,5    | Джим Грін США                                                   | 10,5    | Жан-Луї Равеломананцоа Мадагаскар                                        | 10,5    |
| 200 метрів                | Мартін Рейнольдс Велика Британія                           | 21,0    | Зігфрід Шенке НДР                                               | 21,0    | Джим Грін США                                                            | 21,1    |
| 400 метрів                | Том Юлан США                                               | 45,9    | Мартін Єллінгхаус ФРН                                           | 46,2    | Жак Каретт Франція                                                       | 46,3    |
| 800 метрів                | Франц-Йозеф Кемпер ФРН                                     | 1.49,1  | Мартін Вінболт Льюїс Велика Британія                            | 1.49,2  | Дональдо Арса Панама                                                     | 1.49,5  |
| 1500 метрів               | Франческо Арезе Італія                                     | 3:52.7  | Джон Керкбрайд Велика Британія                                  | 3:52.9  | Джанні дель Буоно Італія                                                 | 3:53.0  |
| 5000 метрів               | Микола Пуклаков СРСР                                       | 13.56,4 | Єнс Волленберг ФРН                                              | 14.00,8 | Джузеппе Чіндоло Італія                                                  | 14.01,4 |
| 10000 метрів              | Рашид Шарафетдинов СРСР                                    | 29.02,2 | Джек Лейн Велика Британія                                       | 29.08,8 | Майк Тегг Велика Британія                                                | 29.22,2 |
| 110 метрів з бар'єрами    | Дейв Гемері Велика Британія                                | 13,8    | Гюнтер Нікель ФРН                                               | 13,9    | Серджіо Ліані Італія                                                     | 13,9    |
| 400 метрів з бар'єрами    | Ларрі Джеймс США                                           | 50,2    | Вернер Райберт ФРН                                              | 50,4    | Дмитро Стукалов СРСР                                                     | 50,7    |
| 3000 метрів з перешкодами | Міхаїл Желев Болгарія                                      | 8.32,6  | Енді Голден Велика Британія                                     | 8.36,6  | Кояма Такахару Японія                                                    | 8.38,0  |
| 4×100 метрів              | ПольщаСтаніслав Вагнер Ян Вернер Герард Грамсе Зенон Новош | 39,2    | КубаБарбаро Бандомо Хуан Моралес Пабло Монтес Хосе Тріана       | 39,2    | СРСРОлександр Корнелюк Владислав Сапея Борис Ізместьєв Валентин Маслаков | 39,4    |
| 4×400 метрів              | СШАТом Юлан Роджер Колглейзер Томмі Тернер Ларрі Джеймс    | 3.03,3  | СРСРЄвген Борисенко Юрій Зорин Борис Савчук Олександр Братчиков | 3.04,2  | ФранціяПатріс В'єль Крістіан Ніколяу Жиль Берту Жак Каретт               | 3.04,4  |
| Стрибки у висоту          | Валентин Гаврилов СРСР                                     | 2,18    | Ермініо Адзаро Італія                                           | 2,15    | Йоан Шербан Румунія                                                      | 2,15    |
| Стрибки з жердиною        | Вольфганг Нордвіг НДР                                      | 5,46    | Христос Папаніколау Греція                                      | 5,42    | Франсуа Траканеллі Франція                                               | 5,30    |
| Стрибки в довжину         | Алан Лервілл Велика Британія                               | 7,91    | Арні Робінсон США                                               | 7,78    | Джефф Гігнетт Велика Британія                                            | 7,76    |
| Потрійний стрибок         | Віктор Санєєв СРСР                                         | 17,22   | Микола Дудкін СРСР                                              | 17,00   | Йорг Дремель НДР                                                         | 16,93   |
| Штовхання ядра            | Гартмут Брізеник НДР                                       | 19,97   | Валерій Войкін СРСР                                             | 19,30   | Уве Грабе НДР                                                            | 19,06   |
| Метання диска             | Янош Мураньї Угорщина                                      | 60,16   | Гайн-Дірек Ной ФРН                                              | 58,62   | Сільвано Сімеон Італія                                                   | 58,22   |
| Метання молота            | Йохен Захсе НДР                                            | 72,34   | Василь Хмелевський СРСР                                         | 68,54   | Володимир Амвросьєв СРСР                                                 | 66,80   |
| Метання списа             | Міклош Немет Угорщина                                      | 81,94   | Йожеф Чик Угорщина                                              | 80,32   | Зигмунт Ялошинський Польща                                               | 79,84   |
| Десятиборство             | Микола Авілов СРСР                                         | 7803    | Леннарт Гедмарк Швеція                                          | 7783    | Володимр Щербатих СРСР                                                   | 7551    |

### Жінки
| Дисципліни             | Золото                                                                     | Золото | Срібло                                                 | Срібло | Бронза                                                            | Бронза |
| ---------------------- | -------------------------------------------------------------------------- | ------ | ------------------------------------------------------ | ------ | ----------------------------------------------------------------- | ------ |
| 100 метрів             | Ренате Майснер НДР                                                         | 11,5   | Вілма ван ден Берг Нідерланди                          | 11,6   | Дьєрдьї Балог Угорщина                                            | 11,7   |
| 200 метрів             | Ренате Майснер НДР                                                         | 22,7   | Дьєрдьї Балог Угорщина                                 | 23,2   | Вілма ван ден Берг Нідерланди                                     | 23,5   |
| 400 метрів             | Марія Сикора Австрія                                                       | 52,8   | Кармен Трасте Куба                                     | 53,5   | Аурелія Пентон Куба                                               | 53,8   |
| 800 метрів             | Гунхільд Гоффмайстер НДР                                                   | 2.01,8 | Марія Сикора Австрія                                   | 2.01,9 | Карін Бурнеляйт НДР                                               | 2.02,2 |
| 100 метрів з бар'єрами | Тереза Сукневич Польща                                                     | 13,0   | Бербель Подесва НДР                                    | 13,4   | Валерія Буфану Румунія                                            | 13,5   |
| 4×100 метрів           | СРСРЛюдмила Жаркова Марина Никифорова Людмила Голомазова Тетяна Кондрашева | 44,7   | УгорщинаЕва Пустаї Юдіт Сабоне Дьєрдьї Балог Клара Вот | 45,1   | ФРНГайді Шуллер Кірстен Роггенкамп Ганнелоре Грох Гайде Розендаль | 45,4   |
| Стрибки у висоту       | Сніжана Грепевник Югославія                                                | 1,86   | Корнелія Попеску Румунія                               | 1,83   | Ілона Гузенбауер Австрія                                          | 1,83   |
| Стрибки в довжину      | Гайде Розендаль ФРН                                                        | 6,84   | Елена Вінтіля Румунія                                  | 6,35   | Ямасіта Хіроко Японія                                             | 6,17   |
| Штовхання ядра         | Надія Чижова СРСР                                                          | 19,51  | Ганнелоре Фрідель НДР                                  | 17,84  | Інгебург Фрідріх НДР                                              | 17,03  |
| Метання диска          | Карін Ілльген НДР                                                          | 62,04  | Брігітте Берендонк ФРН                                 | 56,78  | Лізель Вестерманн ФРН                                             | 56,46  |
| Метання списа          | Данієла Яворська Польща                                                    | 56,16  | Магда Відош Угорщина                                   | 50,60  | Валентина Еверт СРСР                                              | 50,00  |
| П'ятиборство           | Тетяна Кондрашева СРСР                                                     | 4884   | Недялка Ангелова Болгарія                              | 4859   | Міке Штерк Нідерланди                                             | 4828   |

## Медальний залік
| Місце                | Країна               | Золото | Срібло | Бронза | Загалом |
| -------------------- | -------------------- | ------ | ------ | ------ | ------- |
| 1                    | СРСР                 | 8      | 4      | 5      | 17      |
| 2                    | НДР                  | 8      | 3      | 4      | 15      |
| 3                    | Велика Британія      | 3      | 4      | 2      | 9       |
| 4                    | США                  | 3      | 2      | 1      | 6       |
| 5                    | Польща               | 3      | 0      | 1      | 4       |
| 6                    | ФРН                  | 2      | 6      | 2      | 10      |
| 7                    | Угорщина             | 2      | 4      | 1      | 7       |
| 8                    | Італія               | 1      | 1      | 4      | 6       |
| 9                    | Австрія              | 1      | 1      | 1      | 3       |
| 10                   | Болгарія             | 1      | 1      | 0      | 2       |
| 11                   | Югославія            | 1      | 0      | 0      | 1       |
| 12                   | Румунія              | 0      | 2      | 2      | 4       |
| 13                   | Куба                 | 0      | 2      | 1      | 3       |
| 14                   | Нідерланди           | 0      | 1      | 2      | 3       |
| 15                   | Греція               | 0      | 1      | 0      | 1       |
| 15                   | Швеція               | 0      | 1      | 0      | 1       |
| 17                   | Франція              | 0      | 0      | 3      | 3       |
| 18                   | Японія               | 0      | 0      | 2      | 2       |
| 19                   | Мадагаскар           | 0      | 0      | 1      | 1       |
| 19                   | Панама               | 0      | 0      | 1      | 1       |
| Загалом (20 збірних) | Загалом (20 збірних) | 33     | 33     | 33     | 99      |

## Виступ українців
| Чоловіки (2) | Чоловіки (2)      | Чоловіки (2)  | Чоловіки (2) |
| Місце        | Атлет             | Дисципліна    | Результат    |
| ------------ | ----------------- | ------------- | ------------ |
| 1            | Микола Авілов     | десятиборство | 7803         |
|              | Олексій Хлопотнов | довжина       | 7,57         |

| Жінки (1) | Жінки (1)       | Жінки (1)  | Жінки (1) |
| Місце     | Атлетка         | Дисципліна | Результат |
| --------- | --------------- | ---------- | --------- |
| 3         | Валентина Еверт | спис       | 50,00     |